# Ibrahim El-Salahi
Ibrahim El-Salahi (arabisch إبراهيم الصلحي; * 5. September 1930 in Omdurman, Sudan) ist ein sudanesischer bildender Künstler und ehemaliger Angestellter im Kulturministerium und diplomatischen Dienst seines Heimatlandes. Er gilt als der bedeutendste bildende Künstler der Khartum-Schule, einer sudanesischen Ausprägung der afrikanischen Moderne und der panarabischen Hurufiyya-Bewegung, die traditionelle Formen der arabischen Kalligrafie mit moderner Malerei verbindet. Anlässlich der seinem Werk gewidmeten ersten retrospektiven Einzelausstellung eines zeitgenössischen Künstlers aus Afrika in der Tate Modern Galerie im Jahr 2013 wurde El-Salahis Werk als neue sudanesische visuelle Ausdrucksform charakterisiert, die aus seiner innovativen Integration von islamischer, arabischer, afrikanischer und westlicher Kunst entstanden ist.

## Biografie
El-Salahi wurde am 5. September 1930 in El-Abbasyia, einem Stadtteil von Omdurman, dem konservativen Teil des Großraums von Khartum, als Sohn einer muslimischen Familie geboren. Sein Vater war Lehrer am Omdurman Institute of Religious Studies und unterrichtete auch in einer Koranschule, in der El-Salahi als Kind Lesen und Schreiben sowie arabische Kalligrafie erlernte, die später ein wichtiges Element seiner Kunst wurde.
Von 1949 bis 1950 studierte er Bildende Kunst am Gordon Memorial College, das nach der Unabhängigkeit des Sudans zur Universität Khartum erweitert wurde. Gefördert durch ein Stipendium studierte er von 1954 bis 1957 an der Slade School of Fine Art in London. Dort lernte El-Salahi westliche Kunstrichtungen, Werke von zeitgenössischen Künstlern kennen, was seine Arbeit nachhaltig beeinflusste. Das Studium in London ermöglichte ihm auch, die internationale Malerei der Moderne kennenzulernen. 1962 erhielt er ein UNESCO-Stipendium für weitere Studien in den USA, von wo aus er auch einige Länder Lateinamerikas besuchte. Von 1964 bis 1965 kehrte er mit Unterstützung der Rockefeller-Stiftung in die USA zurück und bildete sich neben anderen künstlerischen Studien auch in Kursen für Fotografie an der Columbia University fort. 1966 führte er die sudanesische Delegation während des ersten World Festival of Black Arts in Dakar, Senegal, an und war 1969 Mitglied der sudanesischen Künstler beim ersten panafrikanischen Kulturfestival in Algier. Beide Festivals waren bedeutsam für moderne afrikanische Kunstbewegungen.
Nach Abschluss seiner Ausbildung kehrte El-Salahi in den Sudan zurück. In dieser Zeit verwendete er arabische Kalligrafie und andere Elemente der islamischen Kultur, die in seinem Alltag eine Rolle spielten. Um eine Verbindung hierzu herzustellen, begann El-Salahi, seine Werke mit Symbolen kleiner arabischer Inschriften zu versehen. Später entwickelte er diese Symbole weiter zu Darstellungen von Tieren, Menschen und Pflanzen, was seinen Bildern eine neue Qualität verlieh. Seine Verbindung westlicher Kunststile mit sudanesischen und afrikanischen Themen führte zu einer afrikanisch beeinflussten Form der globalen Moderne.
Von 1969 bis 1972 war El-Salahi stellvertretender Kulturattaché an der sudanesischen Botschaft in London. Danach kehrte er in den Sudan zurück und war bis September 1975 Unterstaatssekretär im Ministerium für Kultur der Regierung unter Dschafar an-Numairi. Durch den unbegründeten Vorwurf, in einen Putsch gegen die Regierung verwickelt zu sein, wurde er ohne Anklage verhaftet. Neben El-Salahi wurden viele Intellektuelle und einige Mitglieder der Sudanesischen Kommunistischen Partei inhaftiert. El-Salahi wurde mehr als sechs Monate lang im berüchtigten Kobar-Gefängnis in Khartum-Bahri gefangen gehalten. Die Inhaftierten durften weder schreiben noch zeichnen, und wenn ein Gefangener mit Papier oder Bleistift angetroffen wurde, wurde er mit Einzelhaft bestraft. Dennoch verschaffte sich El-Salahi unbemerkt einen Zeichenstift und benutzte die braunen Papiertüten, in denen Lebensmittel verteilt wurden, um darauf zu zeichnen. So konnte er in unbemerkten Momenten Ideen für neue Bilder skizzieren, die er im Sand vergrub und die erst 2018 als Prison Notebooks (deutsch: Notizbücher aus dem Gefängnis) veröffentlicht wurden. El-Salahi wurde am 16. März 1976 freigelassen. Zwei Jahre nach seiner Entlassung aus dem Gefängnis verließ er den Sudan und arbeitete mehrere Jahre für das Informationsministerium in Doha, Katar, bevor er sich schließlich in Oxford, Großbritannien, niederließ.
Laut einem Artikel in der Fachzeitschrift African Arts ist El-Salahi gläubiger Muslim und Mitglied des Sufi-Ordens der Khatmiyya. Wie andere Sufis betrachtet El-Salahi das Gebet als eine Möglichkeit, eine Verbindung zwischen dem Schöpfer und dem Geschaffenen herzustellen.

## Künstlerisches Werk
El-Salahis Werk hat sich in mehreren Phasen entwickelt. Seine erste Schaffensperiode in den 1950er, 1960er und 1970er Jahren ist geprägt von elementaren Formen und Linien. In den nächsten zwei Jahrzehnten verwendete er erdige Töne in seiner Farbpalette, die er wie folgt kommentierte: „Ich habe mein Farbschema auf düstere Töne beschränkt, indem ich Schwarz, Weiß, gebranntes Siena und gelbes Ocker verwendete, die den Farben der Erde und den Hautfarben der Menschen in unserem Teil des Sudan ähnelten. Technisch gesehen, fügte dies dem Bild Tiefe hinzu.“ Die Farben, die El-Salahi in dieser prägenden Zeit wählte, spiegelt die Landschaft des Sudan wider und sollen übergreifende Aspekte der sudanesischen Identität einbeziehen. Nach dieser Zeit wurde seine Arbeit eher abstrakt und organisch, indem er neue warme oder glänzende Farben und abstrakte menschliche sowie nichtmenschliche Figuren verwendete, die durch geometrische Formen wiedergegeben wurden. Ein Großteil seiner Arbeiten ist durch Linien gekennzeichnet, wobei er auch weiße und schwarze Farbe verwendet. El-Salahi fasste dies folgendermaßen zusammen: „Es gibt keine Malerei ohne Zeichnung und es gibt keine Form ohne Linie […] am Ende können alle Bilder auf Linien reduziert werden.“
Außerdem enthalten seine Kunstwerke sowohl arabische Kalligrafie als auch afrikanische Motive, wie z. B. längliche Maskenformen. Einige seiner Werke wie Allah and the Wall of Confrontation (1968) und The Mosque (1964) zeigen Elemente, die für die islamische Kunst charakteristisch sind, wie etwa die Form der Mondsichel oder durch eine Moschee inspirierte abstrakte Formen. In den späten 1970er und frühen 1980er Jahren lebte El-Salahi im Exil in Katar, wo er sich auf das Zeichnen in Schwarz-Weiß konzentrierte. El-Salahi empfand diese Distanz von seinem Heimatland als entlastend, da er sie nutzen konnte, um experimenteller zu arbeiten.
El-Salahi gilt als Pionier der modernen sudanesischen Kunst und war Mitglied der von Osman Waqialla, Ahmed Shibrain, Tag el-Sir Ahmed und ihm selbst gegründeten „Khartoum School of Modern Art“. Andere Mitglieder dieser künstlerischen Bewegung waren Dichter, Romanautoren und Literaturkritiker der sogenannten „Forest and Desert School“, die durch ihr gleichzeitiges Bekenntnis zu den arabischen Elementen im Norden sowie den afrikanischen Einflüssen im Süden des Landes eine neue sudanesische kulturelle Identität zu etablieren suchte. In den 1960er Jahren war El-Salahi auch kurzzeitig mit dem Mbari Club in Ibadan, Nigeria, verbunden. Dabei entstand auch ein Katalog mit seinen Zeichnungen, zu dem Ulli Beier den Text verfasste. In einem Interview mit Sarah Dwider, Kuratorin im Guggenheim Museum Abu Dhabi, kommentierte El-Salahi seine Zeit in Nigeria und die Auswirkungen, die sie auf seine Arbeit hatte:

„Mein kurzer Besuch in Nigeria in den frühen 1960er Jahren gab mir die Chance, künstlerisch Kontakte mit einem dynamischen Teil des afrikanischen Kontinents zu knüpfen, mich für neue Einflüsse zu öffnen und mich selbst beeinflussen zu lassen.“

Angeregt durch koptische und islamische Manuskripte, experimentierte El-Salahi auch mit arabischer Kalligrafie. Er entwickelte dabei seinen eigenen Stil und wird zur Hurufiyya-Bewegung (abgeleitet vom arab. Wort für Buchstabe) gezählt. In einem Interview mit The Guardian im Jahr 2013 erklärte El-Salahi, wie er dazu kam, Kalligrafie in seinen Kunstwerken zu verwenden. Nach seiner Rückkehr in den Sudan im Anschluss an sein Studium in London 1957 war er enttäuscht über die geringe Besucherzahl bei seinen Ausstellungen in Khartum und überlegte, wie er öffentliches Interesse wecken könnte:

„Ich habe in Khartum eine Ausstellung mit Stillleben, Porträts und Akten organisiert. Die Leute kamen nur wegen der Erfrischungsgetränke zur Eröffnung. Danach kam niemand mehr. [Es war], als ob nichts passiert wäre. Ich war zwei Jahre lang völlig festgefahren. Ich fragte mich immer wieder, warum die Leute nicht akzeptieren und genießen konnten, was ich geschaffen hatte. [Nachdem ich darüber nachgedacht hatte, wie meine Arbeit bei den Menschen Anklang findet], begann ich, kleine arabische Inschriften in die Ecken meiner Bilder zu schreiben, fast wie Briefmarken, und die Leute kamen auf mich zu. Ich breitete die Worte auf der Leinwand aus, und sie kamen ein bisschen näher. Dann begann ich, die Buchstaben zu zerlegen, um herauszufinden, was ihnen eine Bedeutung gab, und eine Büchse der Pandora öffnete sich.  Formen von Tieren, Menschen und Pflanzen begannen aus diesen ursprünglich abstrakten Symbolen hervorzugehen. Das war, als ich wirklich anfing zu arbeiten. Bilder entstanden einfach, als ob ich sie mit einem Geist schaffen würde, von dem ich nicht wusste, dass ich ihn habe.“

Auch im Alter von über 90 Jahren ist El-Salahi künstlerisch aktiv: Als neue Ausdrucksform schuf er baumartige Skulpturen für den Regent’s Park in London, die haraz-Bäumen seiner Heimat nachempfunden sind. In einer im Oktober 2022 eröffneten Ausstellung in New York mit dem Titel Pain Relief Drawings wurden seine experimentellen Zeichnungen auf Papierschnipseln, Briefumschlägen und Medikamentenverpackungen gezeigt, mit denen er sich von seinen chronischen Schmerzen ablenkte.

## Bedeutung
El-Salahis Werke wurden in zahlreichen Ausstellungen gezeigt und sind in Sammlungen wie der Tate Modern, dem Museum of Modern Art, dem Guggenheim Museum Abu Dhabi und der Schardscha Art Foundation vertreten. 2001 wurde er mit dem Prinz-Claus-Preis der Niederlande geehrt. Im selben Jahr waren seine Arbeiten neben denen anderer afrikanischer Künstler in der internationalen Wanderausstellung „The Short Century. Independence and Liberation Movements in Africa 1945–1994“ zu sehen, die Okwui Enwezor für die Villa Stuck in München kuratiert hatte. Nach einer ersten Werkschau 2012 in der Schardscha Art Foundation und im Museum for African Art in New York zeigte die Tate Modern Galerie in London im Sommer 2013 eine große Retrospektive mit 100 Werken – die erste Retrospektive der Tate Modern, die einem afrikanischen Künstler gewidmet war.
Von November 2016 bis Januar 2017 war El-Salahis Werk in der ersten umfassenden Ausstellung, die der modernistischen Kunstbewegung im Sudan gewidmet war, prominent vertreten. Diese wurde unter dem Titel „The Khartoum School: The Making of the Modern Art Movement in Sudan (1945 – present)“ von der Schardscha Art Foundation in den Vereinigten Arabischen Emiraten ausgerichtet.
2018 präsentierte das Ashmolean Museum in seiner Wahlheimat Oxford eine Einzelausstellung von El-Salahis Werken. Diese Ausstellung ermöglichte es den Besuchern, weniger bekannte frühe Werke sowie einige seiner neueren Werke kennen zu lernen. Diese Ausstellung kontrastierte El-Salahis Bilder mit traditionellen Kunstgegenständen aus den Beständen des Museums. Einer der innovativen Aspekte dieser Ausstellung war El-Salahis bildliche Verwendung des haraz-Baums, einer einheimischen Akazienart, die im Niltal vorkommt und für den Künstler den sudanesischen Charakter symbolisiert. Wie der Kunstwissenschaftler Salah M. Hassan betonte: „Die ‚Trees‘-Serie hat nicht nur El-Salahis Vielseitigkeit und Produktivität demonstriert, sie offenbart auch die Fähigkeit des Künstlers, sich neu zu erfinden und gleichzeitig an der Spitze der Recherche und Kreativität zu bleiben.“

„El-Salahis künstlerische Leistungen bieten tiefgreifende Möglichkeiten, die afrikanische Moderne im Kontext der Moderne als universelle Idee zu hinterfragen und neu zu positionieren, in der die afrikanische Geschichte Teil der Weltgeschichte ist. El-Salahi ist bemerkenswert für sein kreatives und intellektuelles Denken, und sein außergewöhnliches Werk, sein innovatives visuelles Vokabular und sein spektakulärer Stil haben die afrikanische Moderne in der bildenden Kunst auf kraftvolle Weise geprägt.“